# Angelo Solimena
Angelo Solimena (Canale di Serino, 17 novembre 1629 – Nocera dei Pagani, febbraio 1716) è stato un pittore italiano.

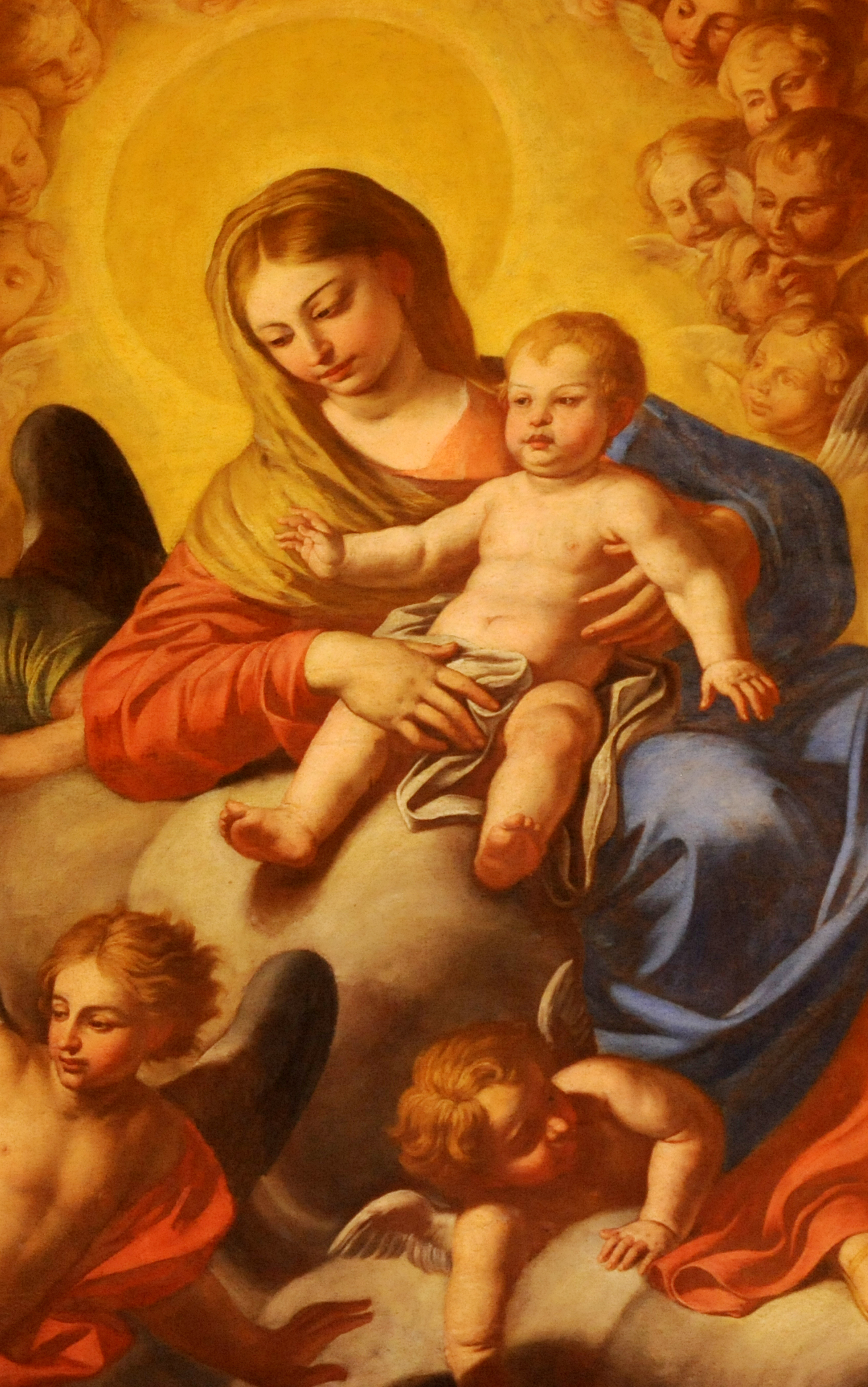
Vergine col Bambino tra San Matteo e San Pietro (particolare)

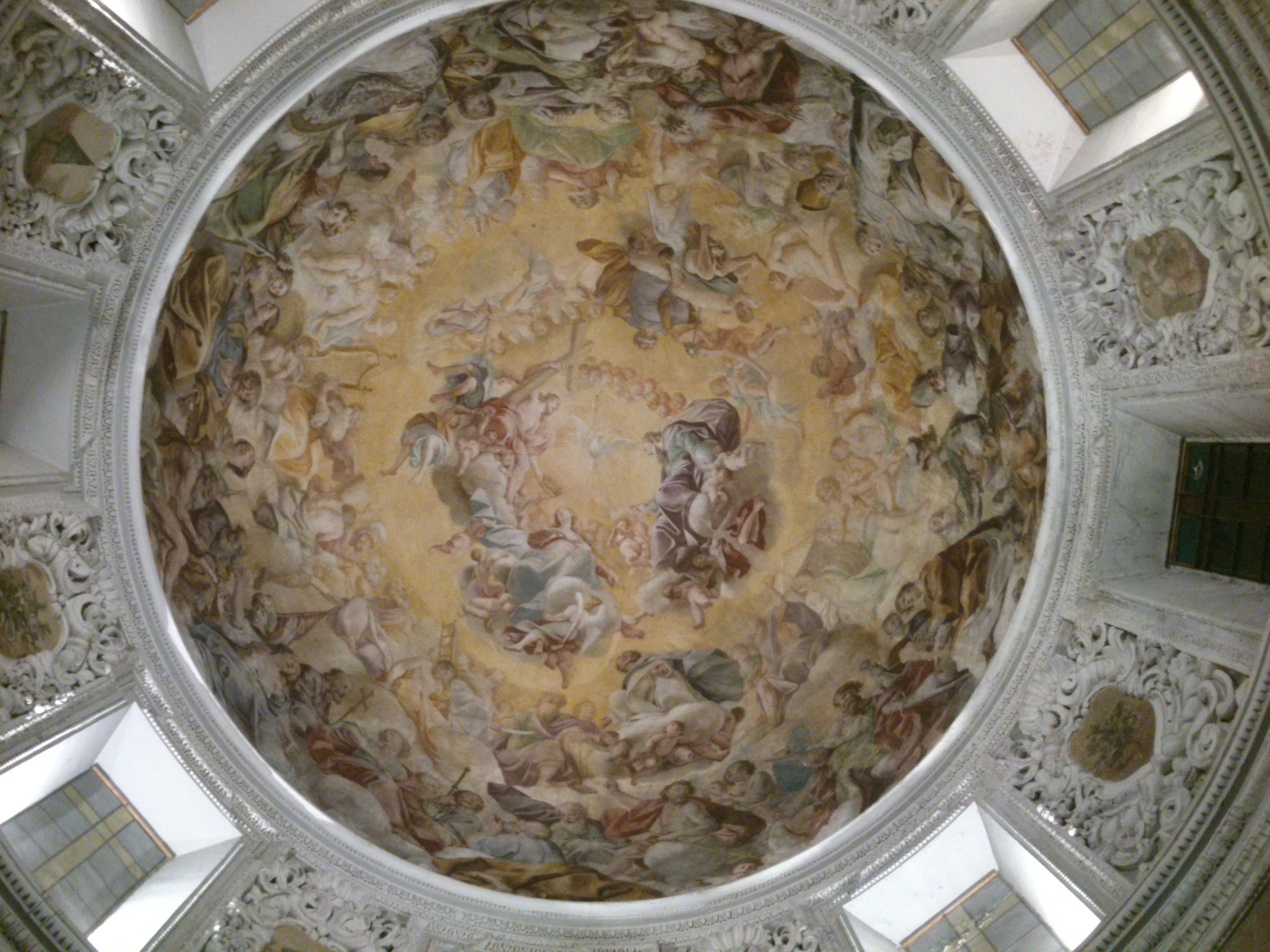
Gloria del Paradiso, Cattedrale di Nocera Inferiore

Fu il capostipite di una famiglia di pittori, a cui appartennero il figlio Francesco Solimena e il nipote Orazio. In particolare il primo, detto l'Abate Ciccio (4 ottobre 1657- 5 aprile 1747), si impose come la figura più rilevante (dopo Luca Giordano) nello sviluppo del barocco e del rococò nel Regno di Napoli, divenendo uno dei più famosi pittori della sua epoca anche a livello internazionale (cosa testimoniata dalle varie commissioni ricevute da dinastie sovrane, come gli Asburgo d'Austria e i Borbone di Napoli).

## Biografia

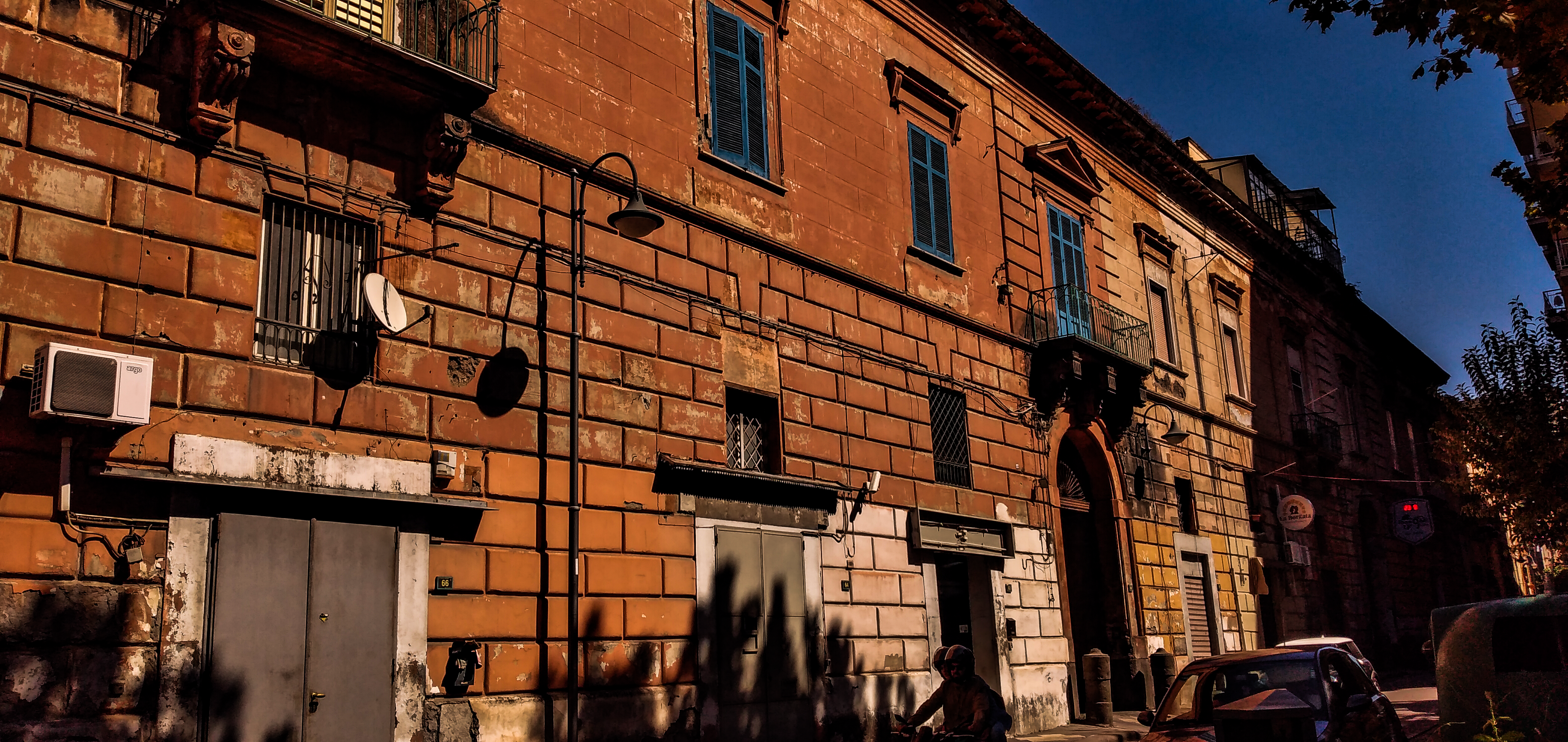
Palazzo Giovanardi, residenza nocerina dei Solimena

Nacque a Serino (AV) nella frazione di Canale il 17 novembre del 1629, da Orazio Solimène e Angela Perreca. Da giovane fu allievo di Francesco Guarini, importante pittore solofrano, dal quale apprese lo stile di una pittura molto essenziale, esangue e vivida. Come molti artisti, anch'egli si evolse nel tempo avvicinandosi a Mattia Preti, Massimo Stanzione e in ultimo a Luca Giordano, appreso collaborando col figlio Francesco. Trascorse la maggior parte della sua vita a Nocera dei Pagani, nella cui chiesa di San Matteo sposò il 2 ottobre 1655 Marta Resigniano, dalla quale ebbe tre figli.
Nel 1656 si rifugia a Canale di Serino per sottrarsi all'epidemia di peste da cui è colpita Nocera. Qui nasce il suo primogenito, Francesco.
Successivamente torna saltuariamente a Nocera, finché vi si stabilisce definitivamente nel 1662 (dove risulta nullatenente). In questa città sono nati gli altri due suoi figli: Tommaso (Nocera dei Pagani 14 marzo 1659), e Antonia (Nocera dei Pagani, 17 gennaio 1661).
Angelo Solimena fu molto apprezzato dagli ordini religiosi, che gli commissionarono scene bibliche, e dai nobili locali. Duraturo fu il suo rapporto con la famiglia Orsini, del ramo di Gravina di Puglia, per i quali dipinse notevoli tele presenti nella città pugliese e a Solofra, dove gli Orsini erano feudatari. Di particolare potenza espressiva la tela con la Pietà situata nel Museo diocesano dedicato a S. Prisco a Nocera Inferiore, inoltre il Solimena fu designato priore della centralissima chiesa del Corpo di Cristo, nella quale sono conservate diverse sue opere, tra le quali un San Gennaro intercede per la cessazione dell'eruzione del Vesuvio in cooperazione col figlio Francesco. 
Morì a Nocera dei Pagani nella notte fra il 15 e il 16 febbraio del 1716. Fu sepolto nella cattedrale di Nocera il 18 febbraio 1716. Oggi le sue spoglie sono conservate in un ossario nella cappella del Rosario della cattedrale di Nocera Inferiore.

## Analisi del lavoro
Una delle sue opere principali è l'affresco del Paradiso nella cupola della congrega del Santo Rosario nella cattedrale di Nocera, che realizzò, insieme al figlio Francesco tra il 1675 e il 1680. Famosa è anche la Visione di San Cirillo di Alessandria nella chiesa di San Domenico a Solofra.
Un'altra imponente serie di affreschi con le Storie di San Benedetto e il Paradiso si trovano sui soffitti della navata maggiore e della cupola della chiesa di San Giorgio a Salerno. Mentre per il duomo della città campana realizzò alcuni affreschi per una cappella laterale all'altare principale.
Un altro ciclo di affreschi si trova nel duomo di Sarno. Mentre è perduto il cassettonato della basilica di Materdomini a Nocera Superiore, nel quale l'autore dipinse tra gli altri una Madonna con Bambino prendendo come modelli la moglie Marta e il figlio Francesco.
Si ritiene che molte sue tele giacciano dimenticate in depositi o congreghe di varie località campane o nella chiesa di Sant'Antonio nella città di Arpino (in provincia di Frosinone) che, nell'epoca del Regno di Napoli, fu per lo stesso, importante centro industriale e strategico. 
Nell'aprile 2024 una sua opera, la Deposizione, datata 1664, è stata ritrovata a Urbino dopo che era stata rubata nel dicembre del 1983 dalla chiesa di San Matteo di Nocera Inferiore. La tela è stata riconsegnata alla parrocchia nel maggio dello stesso anno.

## Opere principali
- Santissima Trinità, olio su tela siglato e datato ("AS 1672"), chiesa della Trinità dei poveri di Avellino
- Paradiso (1675-1680), affresco, cattedrale di Nocera Inferiore
- Visione di San Cirillo di Alessandria (1675-1680), chiesa San Domenico di Solofra
- Estasi di Santa Rosa da Lima, datata tra il (1678 -1683), collegiata di San Giovanni Battista ad Angri
- Mosè fa scaturire l'acqua dalle rocce, firmato (1677), collezione privata ad Avellino
- Pietà, (1678), Museo diocesano di Nocera Inferiore
- Incoronazione di Sant'Anna (1681), chiesa di Sant'Anna a Nocera Inferiore
- Storie della vita di San Benedetto, ciclo di affreschi, chiesa di San Giorgio a Salerno
- San Bernardino da Siena, olio su tela, cm 200x138, Museo dell'Opera del convento della SS.ma Trinità di Baronissi